# Crystle Stewart
Crystle Danae Stewart (Houston, Texas; 20 de septiembre de 1981) es una reina de belleza de Missouri City que ganó Miss USA 2008.
Stewart ganó el título de Miss Texas USA 2008 en un certamen estatal celebrado en Laredo, Texas el 1 de julio de 2007, después de competir con otras 121 candidatas. Ella representó Texas en el certamen de Miss USA 2008 hecho en abril de 2008.
El 11 de abril de 2008 Stewart representó a Texas en el certamen de Miss USA 2008 convirtiéndose en la novena tejana en obtener la corona de Miss USA.
Stewart tiene un título en in Ciencia del Consumismo y  mercadotecnia en la Universidad de Houston.  Stewart es representada como una modelo por Neal Hamil Agency en Houston.

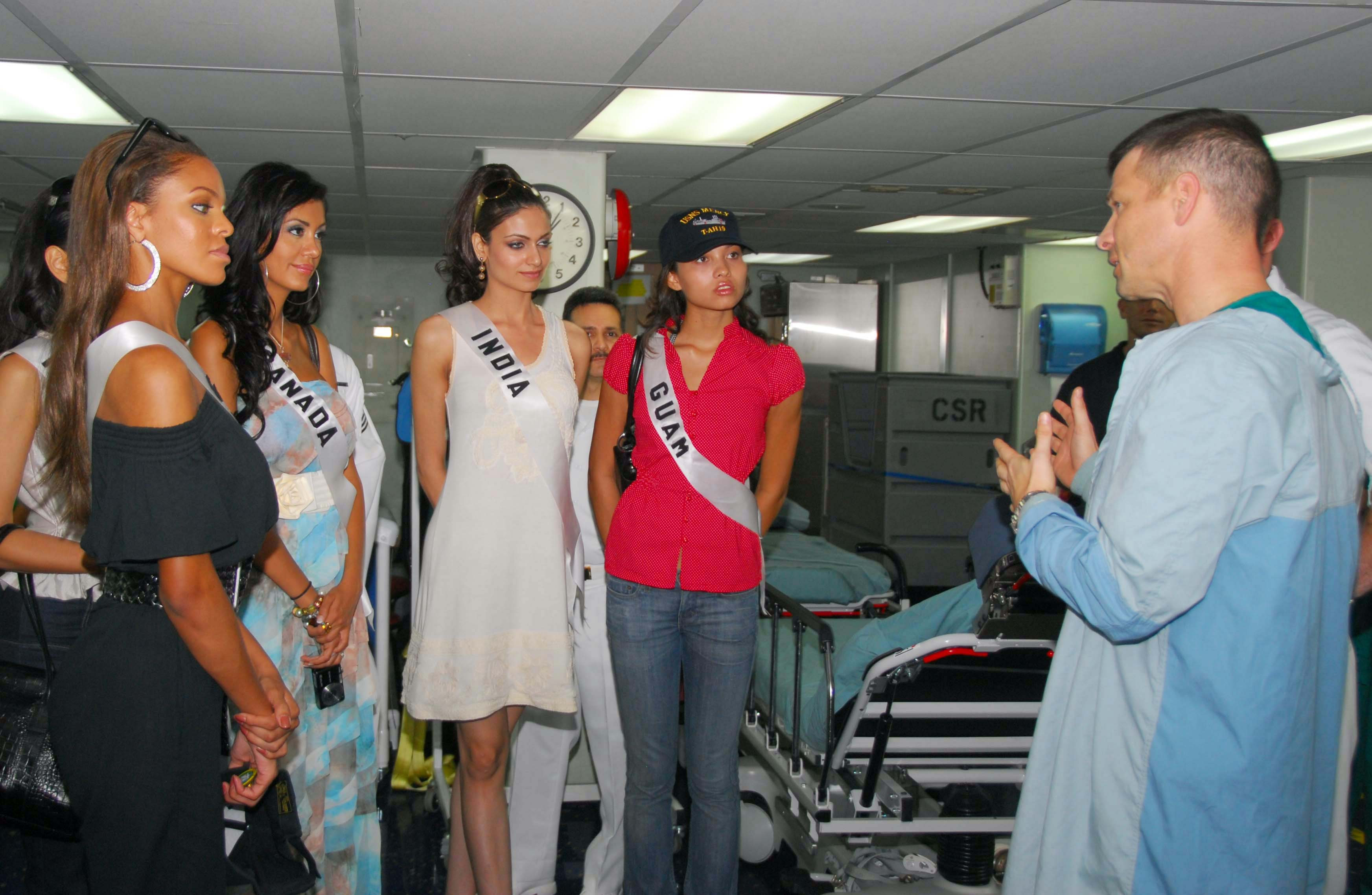
Tajik, con otras candidatas de Miss Universo, en el tour USNS Mercy a orillas de las costas de Vietnam

 Ella fue la soberana en presentar a Estados Unidos en el certamen de Miss Universo que se celebró el 14 de julio de 2008 en Nha Trang, Vietnam. Crystle quedó en el octavo lugar, pero se convirtió en la segunda miss Estados Unidos en caerse en segundo año consecutivo, cuando en Miss Universo 2007 Rachel Smith, se resbaló y cayó durante la competencia de traje de gala. A diferencia de Rachel, Crystle no avanzó al top cinco.